# Frontera entre Argelia y Malí
La frontera entre Argelia y Malí es el lindero internacional que separa a las repúblicas de Argelia y Malí. Su trazado está ubicado de lleno en el Sáhara y es heredado de la época de la colonización francesa.
- El trazado ha sido definitivamente acordado por la ratificación argelina del 28 de mayo de 1983 de la convención de límites entre ambos países, firmada el 8 de mayo de 1983 por los presidentes Chadli Bendjedid y Moussa Traoré.
- El primer trazado de la frontera entre Argelia y sus vecinos del sur data del 7 de abril de 1905,[1] no se trataba  de un tratado internacional propiamente dicho sino de una convención de delimitación de los territorios franceses firmada entre el ministro de los Asentamientos Etienne Clémentel (que representaba al África Occidental Francesa) y el ministro del Interior, Eugène Etienne (que representa los departamentos franceses de Argelia). La división administrativa se efectuó como consecuencia de informes de los coroneles Lapérinne y Ronget.
- El 30 y 31 de enero de 1970, los presidentes Houari Boumédiène y Moussa Traoré se encontraron en Ouargla con el fin de conversar el trazado de la frontera. Deciden poner en marcha un comité de límites mixto que se reunió el 20 de febrero del mismo año en Kidal con el fin de comenzar el trabajo de demarcación.[2]

## Trazado
La frontera argelino-maliense está materializada por 17 hitos a lo largo de sus 1329 km, entre los puntos geográficos 4° 16' Este - 19° 08' 44" Norte y 4° 50' Oeste - 25° 00' Norte.
- Inicia en la triple frontera entre Argelia, Malí y Níger para seguir una recta sobre cerca de 100 km hacia el suroeste hasta el uadi Ain Akantarer.
- Remonta el uadi hacia el noroeste a través de la meseta de Adrar, después remonta en dirección noreste, hasta el cruce del uadi Ain Akentarer y el uadi Tin Zaouaten.
- La frontera prosigue su subida por medio del curso del uadi Tin Zaouaten por su margen sur a través del Adrar de los Iforas hasta la sede del municipio de Tin Zaoutine, después hasta la fuente del uadi atravesando el Adrar Iti N'Delki.
- Sigue luego la línea divisoria de aguas en la región de Timiaouine y remonta hasta el punto 12 ubicado sobre la pista de la RN6 a 30 km de Bordj Badji Mokhtar.
- Finalmente del punto 12 al punto 17 sigue una línea casi rectilínea sobre 750 km atravesando las dunas de arenas (o ergs), Erg Eghbeb, Erg Ait El Khaoua, El Mahia, Aoueker, Tayert El Kahla y Erg Chech.